# Asia This Week
『Asia This Week』（アジア・ジス・ウイーク）とは、NHK BS1とNHKワールドTVで2013年4月から放送しているの報道番組である。

## 番組概要
この番組では、これまでの「JAPAN 7 DAYS」と「ASIA 7 DAYS」を統合・進化させたもので、アジアと日本のこの1週間のニュースを伝えるものである。

## 放送時間
- BS1・日曜 4時-4時30分
- NHKワールドTV・金曜 23時30分-23時58分他[2]